# Amanda Burton

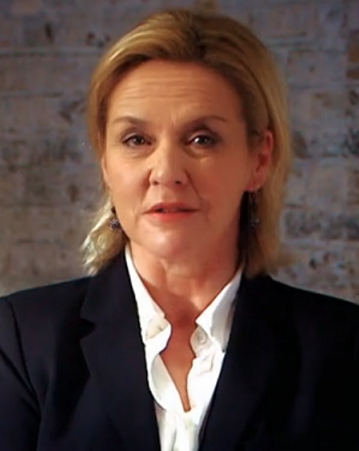
Amanda Burton, 2014

Amanda Burton (* 10. Oktober 1956 in Ballougry, County Londonderry) ist eine britische Film- und Serienschauspielerin, die in Deutschland vor allem für ihre Darstellung der Professor Samantha „Sam“ Ryan in der Fernsehserie Gerichtsmedizinerin Dr. Samantha Ryan / Gerichtsmediziner Dr. Leo Dalton (Original: Silent Witness) bekannt ist.

## Leben

### Privatleben
Burton wurde als Jüngste von vier Töchtern eines Schuldirektors in einem protestantischen Teil von Nordirland geboren. Ihre drei Schwestern schlugen ebenfalls eine Laufbahn im Schulwesen ein. Amanda Burton studierte Englische Literatur und Biologie auf A-Level Basis, bevor sie im Alter von 18 Jahren nach Manchester zog, um dort an der Polytechnic School of Film, TV and Theatre, einer Abteilung der Manchester Metropolitan University, Schauspiel zu studieren.
1977 heiratete sie den Stage Manager Jonathan Hartley, von dem sie sich 1982 wieder scheiden ließ. Von 1989 bis 2004 war Burton mit dem Fotografen Sven Arnstein verheiratet. Dieser Ehe entstammen zwei Töchter.
Seit 2007 ist die Schauspielerin mit dem Fotografen Stephen Colover liiert.

### Soziales Engagement
Auf sozialem Gebiet engagiert sich die Schauspielerin für die Kinderhilfsorganisation The Children's Trust, deren Vizepräsidentin sie ist.
Seit 2008 ist sie auch für den Marie Curie Cancer Fund aktiv. Die Organisation, benannt nach der französischen Physikerin Marie Curie, leistet Aufklärungsarbeit zum Thema Brustkrebs bei Frauen. Der Verein veranstaltet regelmäßige Benefizaktionen, wie zum Beispiel Marathonläufe. Wie einige anderen bekannte Persönlichkeiten beteiligt sich auch Amanda Burton an diesen Läufen.

## Karriere

### 1980er: Erste Rollen
Anfang der 1980er erhielt Amanda Burton ihre erste Rolle in der britischen Seifenoper Brookside, die am 2. November 1982 erstmals ausgestrahlt wurde. Burton verkörperte die Heather Haversham mehr als drei Jahre und erlangte dadurch große Bekanntheit in Großbritannien.
Nach ihrem Ausstieg aus Brookside 1985 war die Schauspielerin in zahlreichen britischen Fernsehserien als Gastdarstellerin zu sehen, zum Beispiel in den Serien Inspector Morse und Van der Valk sowie 1986 an der Seite von Michael Elphik als Privatdetektivin in mehreren Episoden der Krimiserie Boon.

### 1990er: Durchbruch
Anfang der 1990er wurde Amanda Burton erneut für eine Hauptrolle in einer britischen Fernsehserie ausgewählt. Die 1993 erstmals ausgestrahlte Arztserie drehte sich um den von Burton dargestellten Charakter Dr. Beth Glover und deren Kollegen, gespielt von Kevin Whately und Simon Shepherd, und zeigte den Alltag in einer Hausarztpraxis in der fiktiven Kleinstadt Cardale in der Grafschaft Derbyshire.
Der große Erfolg der Serie beim Publikum bedeutete für Burton den endgültigen Durchbruch als Schauspielerin und große Bekanntheit beim Publikum. Dennoch verließen sowohl sie als auch Kevin Whately, der ihren Ehemann verkörperte, die Produktion nach nur drei Staffeln. Peak Practice selbst wurde danach noch bis 2002 erfolgreich im britischen Fernsehen gesendet.
Nachdem Amanda Burton Peak Practice verlassen hatte, bot man ihr kurz darauf erneut eine Hauptrolle als Medizinerin an. Für die BBC stand sie ab 1995 in die Rolle der Pathologin Dr. Samantha Ryan (später Professor) vor der Kamera. Die Serie Silent Witness wurde ab Februar 1996 in Großbritannien ausgestrahlt und konnte hohe Einschaltquoten erzielen. In nicht-englisch-sprachigen Ländern wie Schweden, Norwegen und Frankreich wurde ebenfalls Silent Witness mit großem Erfolg gesendet, ab dem Jahr 2000 auch in Deutschland unter dem damaligen Titel Gerichtsmedizinerin Dr. Samantha Ryan. Der Erfolg der Serie bedeutete für die Hauptdarstellerin Amanda Burton den internationalen Durchbruch.

### Ab 2000: Fernsehfilme und Kino
Nach einer ersten kleineren Rolle in einem Fernsehfilm 1989 war Amanda Burton erst wieder 1998 in einem Film der BBC zu sehen. In The Gift (dt. Das Geschenk) spielt sie eine krebskranke Mutter, die versucht, ihre Krankheit vor ihrer Familie zu verbergen, um ihren Kindern ein unbeschwertes Leben zu ermöglichen.
Ab der Jahrtausendwende sah man die Schauspielerin dann neben ihrer Arbeit als Seriendarstellerin verstärkt in TV-Filmen.
2001 war Amanda Burton mit zwei Filmen im britischen Fernsehen zu sehen. In Flucht vor der Vergangenheit spürte sie als besessene Mutter den angeblichen Mörder ihrer Tochter auf und versuchte dessen Leben zu zerstören. In Verrat auf Leben und Tod gab sie als Bankangestellte der Polizei Informationen über unseriöse Transaktionen ihres Arbeitgebers und musste zusammen mit ihrer Familie fortan im Zeugenschutzprogramm ihr bisheriges Leben hinter sich lassen.
In der dreiteiligen Verfilmung von Frances Fyfields Helen-West-Romanen schlüpfte Amanda Burton 2002 in die Rolle der titelgebenden Strafanwältin.
2003 stand sie in einer Verfilmung des Kinderbuchklassikers Pollyanna für den Sender ITV vor der Kamera. Die Geschichte spielt zu Beginn des 20. Jahrhunderts; die Rolle der Tante Polly war für Amanda Burton die erste historische Rolle.
Im selben Jahr war die Schauspielerin erstmals in Lynda LaPlantes The Commander zu sehen. Als Commander Clare Blake musste sie sich in einer Männerdomäne bei New Scotland Yard zurechtfinden und Verbrechen aufklären. In dieser Rolle war Amanda Burton bis 2009 in sieben Filmen zu sehen. Kritiker vergleichen diese Rolle mit der von Helen Mirren in Prime Suspect, doch sowohl LaPlante als auch Amanda Burton bestreiten dies; abgesehen von LaPlante als Autorin hätten die beiden Charaktere nichts gemeinsam.
Nach über sieben Jahren in der Rolle der Sam Ryan verließ Burton im Jahr 2003 die Serie Silent Witness, da sie durch die Arbeit an The Commander sehr in Anspruch genommen wurde.
2009 stand die Schauspielerin erstmals für einen Kinofilm vor der Kamera. Sie spielte in dem Biopic Bronson die Mutter des Kriminellen Charles Bronson, dargestellt von Tom Hardy.
2010 übernahm Amanda Burton erneut eine Hauptrolle in einer britischen Fernsehserie. In der seit 2006 erfolgreichen BBC-Serie Waterloo Road verkörperte sie für ein Jahr die neue Schuldirektorin der titelgebenden Highschool. Als Karen Fisher hatte sie zunächst mit dem Verschwinden ihrer ältesten Tochter zu kämpfen und später mit der Trennung von ihrem Ehemann sowie mit der geplanten Schließung der Schule. Nach nur einer Staffel verließ Amanda Burton die Serie auf eigenen Wunsch wieder. Danach folgten noch einige Fernsehauftritte sowie eine Rolle in einem Kurzfilm.

## Filmografie (Auswahl)
- 1982–1985: Brookside
- 1987–1989: Boon (Fernsehserie, 14 Folgen)
- 1988: Inspektor Morse, Mordkommission Oxford (Inspector Morse, Fernsehserie, 1 Folge)
- 1989: Frederick Forsyth präsentiert: Gefährliches Comeback (A Casualty of War)
- 1991: Van der Valk (Fernsehserie; Episode: Doctor Hoffmann’s Children)
- 1993: Der Aufpasser (Minder; Fernsehserie, 1 Folge)
- 1993–1995: Peak Practice
- 1996–2004, seit 2022: Gerichtsmediziner Dr. Leo Dalton (Silent Witness, Fernsehserie, 54 Folgen)
- 1998: The Gift
- 2000: Little Bird
- 2001: Flucht vor der Vergangenheit (Forgotten) (Fernsehfilm)[12]
- 2001: Verrat auf Leben und Tod (The Whistle-Blower)
- 2002: Helen West
- 2003: Pollyanna (Fernsehfilm)
- 2003–2009: The Commander
- 2007: Agatha Christie’s Marple – Das Schicksal in Person (Agatha Christie’s Marple – Nemesis)
- 2009: Bronson
- 2010–2011: Waterloo Road[13]
- 2015: Inspector Barnaby (Midsomer Murders), Fernsehserie, Staffel 17, Folge 2: Mord mit Magie („Murder By Magic“)
- 2016: The Level (Fernsehserie)
- 2017: The Dog with the Woman (Kurzfilm)
- 2020: White House Farm Murders (White House Farm, Miniserie, 3 Episoden)
- 2023: All You Need Is Blood

## Auszeichnungen
- 1999: Auszeichnung mit dem National Television Award als beste Schauspielerin für Gerichtsmediziner Dr. Leo Dalton[14]
- 1999:  Auszeichnung mit dem TV Quick Award als beliebteste Darstellerin für Gerichtsmediziner Dr. Leo Dalton[15]
- 2000: Auszeichnung mit dem National Television Award als beste Schauspielerin für Gerichtsmediziner Dr. Leo Dalton
- 2001: Auszeichnung mit dem National Television Award als beste Schauspielerin für Gerichtsmediziner Dr. Leo Dalton
- 2002: Auszeichnung mit dem Ehrendoktortitel der University of Ulster.[16]
- 2004: Nominierung für den IFTA Award (Irish Film and Television Award) als beste Darstellerin in einem Fernsehdrama
- 2011: Nominierung für den TVChoice Award für Waterloo Road[17]